# HMS Begonia (1940)
HMS Begonia (Корабль Его Величества «Бегония») — британский корвет типа «Флауэр», состоявший на вооружении КВМС Великобритании и ВМС США (во флоте США назывался USS Impulse). Позывные: K66 в Великобритании и PG-68 в США.

## История
Заложен на верфи «Кук, Уэлтон и Джеммилл» в Халле 25 июля 1939. Спущен на воду 24 апреля 1940, достроен официально 18 сентября 1940. Во флот зачислен 3 марта 1941, изначально сопровождал конвои. В марте 1942 года был передан в распоряжение США по ленд-лизу, 16 марта 1942 был официально зачислен в ВМС США как USS Impulse, отплыл из Лондондерри 15 апреля и прибыл в Нью-Йорк 4 мая.
Корвет базировался в Норфолке, занимался береговой охраной и совершал рейсы в Ки-Уэст. 25 августа 1942 он вернулся в Нью-Йорк, откуда начал охрану пути между портом и заливом Гуантанамо. В течение следующих трёх лет «Импалс» патрулировал торговые пути с Кубы, охраняя торговые суда от нападений немецких подлодок.
6 июля 1945 корвет вернулся в Бостон, откуда отплыл в Великобританию. 1 августа он покинул США, прибыл в английский Гарвич 15 августа. 22 августа 1945 он был возвращён в состав КВМС Великобритании, а через 11 месяцев, 22 июля 1946 был продан частной компании и переоборудован в грузовое судно.